# Inga Serning
Inga Serning, född 1920, död 19 januari 1987, var en svensk arkeolog och en av pionjärerna inom svensk arkeometallurgisk forskning.
Serning gifte sig år 1941 med Boris Serning. Hon disputerade i arkeologi vid Stockholms högskola år 1956 med samiska offerplatser som ämne för avhandlingen. Två år senare flyttade familjen till gruvorten Grängesberg, där hon arbetade inom Jernkontoret i 20 år. Serning var en av grundarna till Arkeometallurgiska Institutet i Håksberg, där hon arbetade i åtta år, vilket är föregångaren till Geoarkeologiskt Laboratorium (GAL) i Uppsala. 
Serning deltog även i arkeologiska utgrävningar, bland annat av förhistoriska järnframställningsplatser i Dalarna som ”Röda Jorden” utanför Riddarhyttan i Skinnskattebergs kommun och på Lövön i sjön Väsman. Hon arbetade också under en kortare period som landsantikvarie i Luleå.